# Cayos de la Enfermería
Cayos de la Enfermería es un archipiélago en la bahía de Novillos en el país caribeño de Cuba, siendo administrativamente una parte de la provincia de Villa Clara, en las coordenadas geográficas 22°54′N 79°57′O / 22.900, -79.950 al sur de Cayo Chubasco, al suroeste de Cayos de Punta Inglés, y al este de Bahía Colorada y Punta Frenes, 248 kilómetros al este de la capital La Habana.